# Coussarea violacea
Coussarea violacea är en måreväxtart som beskrevs av Jean Baptiste Christophe Fusée Aublet. Coussarea violacea ingår i släktet Coussarea och familjen måreväxter. Inga underarter finns listade i Catalogue of Life.